# Kerberos (księżyc)
Kerberos – naturalny satelita Plutona, odkryty na zdjęciach wykonanych 28 czerwca 2011 przez Kosmiczny Teleskop Hubble’a.
Po weryfikacji zdjęć wykonanych 3 i 18 lipca 2011 zostało potwierdzone, że obiekt jest naturalnym satelitą Plutona. O odkryciu poinformowali M. R. Showalter z SETI Institute i D. P. Hamilton z University of Maryland.
Nazwa księżyca pochodzi od trójgłowego psa z mitologii greckiej i została mu nadana przez Międzynarodową Unię Astronomiczną w lipcu 2013 roku. W celu odróżnienia go od planetoidy (1865) Cerberus, nie zastosowano nazwy anglojęzycznej, lecz grecką. Wcześniej księżyc nosił tymczasowe oznaczenia S/2011 (134340) 1, S/2011 P 1 lub P4.

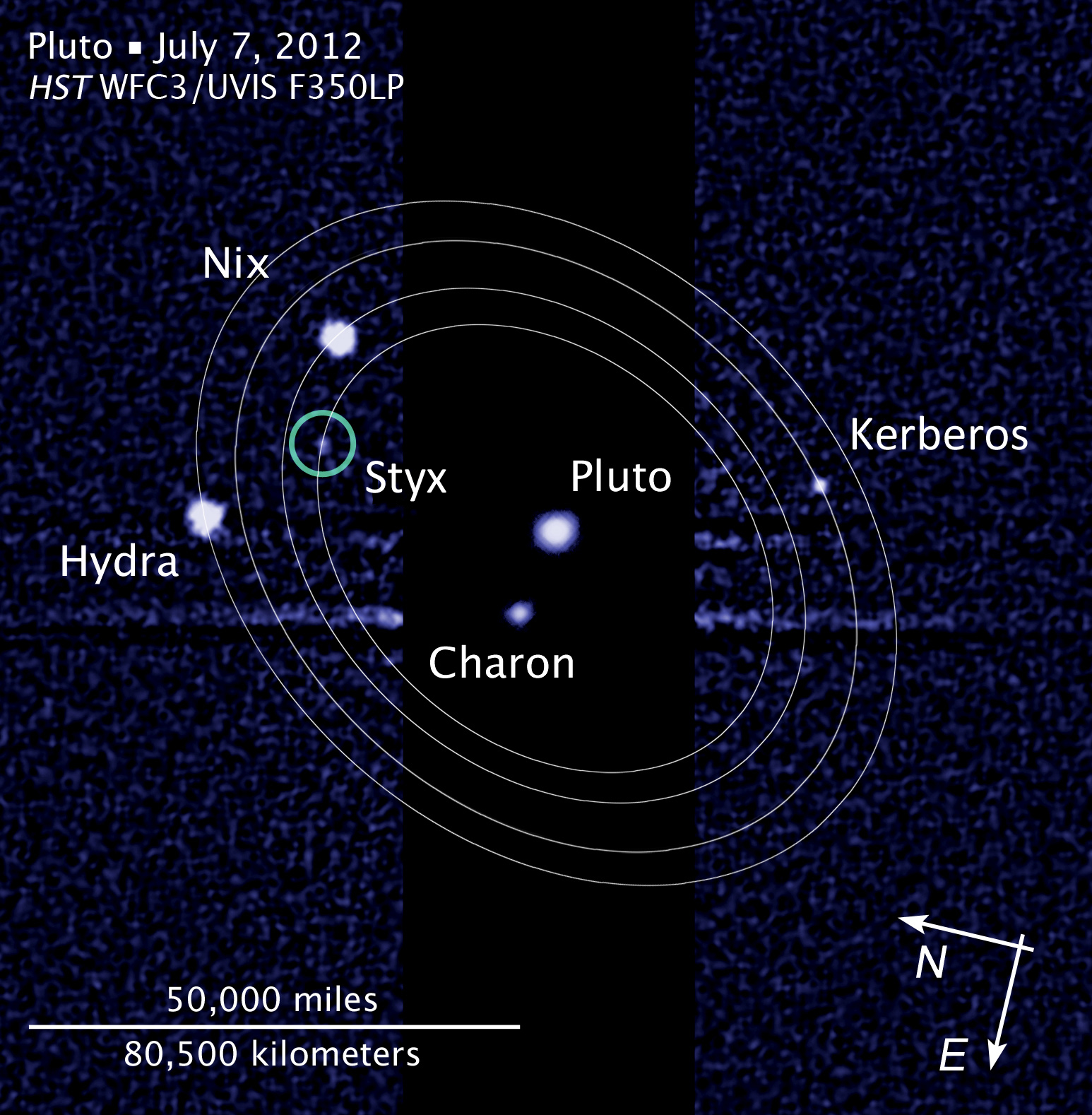
Orbity znanych księżyców Plutona (HST)

Kerberos obiega Plutona po orbicie zbliżonej do okręgu o promieniu około 57,7 tysiąca km, pomiędzy orbitami Nix i Hydry, w czasie niewiele większym niż 32 dni. Jest to czwarty znany księżyc Plutona pod względem kolejności odkrycia, wielkości, a także oddalenia od tej planety karłowatej.
Księżyc ten wygląda, jakby składał się z dwóch części, prawdopodobnie powstał w wyniku złączenia się dwóch mniejszych ciał. Jego wymiary to 12 × 4,5 km. Początkowo sądzono, że jest większy – jego średnicę oceniano nawet na 30 km, zaś jego słabą widoczność tłumaczono niskim albedo. Dopiero przelot sondy New Horizons obok Plutona w lipcu 2015 roku pozwolił dokładnie określić wielkość Kerberosa. Jak się okazało, jego albedo jest zbliżone do pozostałych małych księżyców Plutona i wynosi około 0,5, co oznacza, że jego powierzchnia najprawdopodobniej pokryta jest relatywnie czystym lodem wodnym.